# Treubia
Treubia là một chi rêu trong họ Treubiaceae.